# آیتور کانتالاپیدرا
آیتور کانتالاپیدرا (انگلیسی: Aitor Cantalapiedra؛ زادهٔ ۱۰ فوریهٔ ۱۹۹۶) بازیکن فوتبال اهل اسپانیا است که به عنوان وینگر در باشگاه فوتبال پاناتینایکوس یونان بازی می‌کند.
آیتور در بارسلون، کاتالونیا متولد شد و در سال ۲۰۰۲، در سن ۶ سالگی به مدرسه جوانان باشگاه فوتبال بارسلونا پیوست.